# Christoph Marks
Christoph Marks (* 16. April 1997 in Aachen) ist ein deutscher Volleyballspieler.

## Karriere
Marks wurde in der Jugend mit dem Schweriner SC viermal deutscher Meister und mit der Auswahl Mecklenburg-Vorpommerns dreimal Bundespokalsieger. Er spielte von 2013 bis 2015 bei der Nachwuchsmannschaft VC Olympia Berlin, zunächst in der Zweiten Bundesliga Nord und in der zweiten Saison in der ersten Bundesliga. Während dieser Zeit kam er auch in der deutschen Juniorennationalmannschaft zum Einsatz. In der Saison 2015/16 war der Diagonalangreifer beim SV Lindow-Gransee in der zweiten Liga aktiv. Anschließend wechselte er zum Erstligisten TSG Solingen. Die Mannschaft schied in der Saison 2016/17 im Achtelfinale des DVV-Pokals aus und verpasste sportlich den Klassenerhalt in der Bundesliga. Marks war punktbester Angreifer. Er wurde danach vom Ligakonkurrenten TSV Herrsching verpflichtet. Von 2018 bis 2020 spielte Marks in der italienischen „Serie A2“ bei Pallavolo Impavida Ortona. Danach wechselte er nach Griechenland zu OFI Kreta.

## Familie
Marks zog als Kleinkind mit seiner Familie nach Thailand, weil sein Vater dort beruflich aktiv war. Dort erhielt er auch seinen Spitznamen „Bibob“. Seine älteren Brüder Jan-Philipp und Nicolas spielten ebenfalls in der Volleyball-Bundesliga.